# Куршин, Лев Моисеевич
Лев Моисеевич Куршин (28 апреля 1926 — 5 марта 1981) — советский учёный в области авиастроения, доктор технических наук, профессор, сотрудник СибНИА.

## Биография
Родился 28 апреля 1926 года. В 1949 году окончил НИИЖТ, получив специальность военного инженера путей сообщения по мостам и тоннелям. В 1958 году завершил аспирантуру в Институте механики АН СССР.
В СибНИА сначала занимал инженерные должности (1949—1961), после чего работал старшим научным сотрудником (1961—1963) и начальником отделения (1963—1981).
Создал новые направления по изучению прочности конструкций авиационной техники при высокотемпературных условиях и ползучести материала.
Состоял в Национальном Комитете СССР по теоретической и прикладной механики. На базе НЭТИ основал кафедру «Прочность летательных аппаратов».
Похоронен на Заельцовское кладбище (квартал 38).